# Le Couteau sur la nuque (téléfilm, 2000)
Pour les articles homonymes, voir Le Couteau sur la nuque (homonymie).
Le Couteau sur la nuque (Lord Edgware Dies) est un téléfilm britannique de la série télévisée Hercule Poirot, réalisé par Brian Farnham, sur un scénario de Anthony Horowitz, d'après le roman Le Couteau sur la nuque, d'Agatha Christie.
Ce téléfilm, qui constitue le 47e épisode de la série, a été diffusé pour la première fois le 19 février 2000 sur le réseau d'ITV.

## Synopsis
Dans un cabaret, Poirot et Hastings assistent au spectacle donné par l'imitatrice Carlotta Adams. Poirot y fait la rencontre de la fameuse actrice Jane Wilkinson. Il accepte de rendre visite à son mari, Lord Edgware, afin de le prier de reconsidérer au plus vite la question du divorce. À sa grande surprise, Poirot apprend de la bouche de Lord Edgware que celui-ci a déjà consenti à accorder le divorce à sa femme, et de plus, qu'il lui a déjà envoyé il y a quelque temps une lettre lui faisant part de sa décision. Plus tard, l'inspecteur Japp de Scotland Yard apprend à Poirot que Lord Edgware a été assassiné et que les soupçons se portent sur sa femme. En effet la domestique d'Edgware jure avoir vu cette femme au moment du crime. Mais Jane Wilkinson participait à ce moment-là à une soirée donnée par Sir Montague Corner. Poirot commence son enquête et découvre que Lady Edgware n'est pas la seule à avoir un mobile.

## Fiche technique
- Titre français : Le Couteau sur la nuque
- Titre original : Lord Edgware dies
- Réalisation : Brian Farnham
- Scénario : Anthony Horowitz, d'après le roman Le Couteau sur la nuque (Lord Edgware dies) (1933) d'Agatha Christie
- Direction artistique : Katie Buckley
- Décors : Rob Harris
- Costumes : Charlotte Holdich
- Photographie : Chris O'Dell
- Montage : Frank Webb
- Musique originale : Christopher Gunning
- Casting : Anne Henderson
- Production : Brian Eastman
  - Production associée : Peter Hider
  - Production exécutive : Delia Fine
- Sociétés de production : Carnival Films, A&E Television Networks, Agatha Christie Ltd.
- Durée : 100 minutes
- Pays d'origine :  Royaume-Uni
- Langue originale : anglais
- Genre : policier
- Ordre dans la série : 47e - (2e épisode de la saison 7)
- Première diffusion :
  -  Royaume-Uni : 19 février 2000

## Distribution
- David Suchet (VF : Roger Carel) : Hercule Poirot
- Hugh Fraser (VF : Jean Roche) : capitaine Arthur Hastings
- Philip Jackson (VF : Claude d'Yd) : inspecteur-chef James Japp
- Pauline Moran (VF : Laure Santana) : Miss Felicity Lemon
- Helen Grace (VF : Juliette Degenne) : Jane Wilkinson
- John Castle (VF : Michel Paulin) : Lord Edgware
- Fiona Allen (VF : Anne Jolivet) : Carlotta Adams
- Dominic Guard : Bryan Martin
- Deborah Cornelius (VF : Caroline Jacquin) : Penny Driver
- Hannah Yelland : Geraldine Marsh
- Tim Steed : Ronald Marsh
- Lesley Nightingale : Miss Carroll (la secrétaire de Lord Edgware)
- Christopher Guard : Alton (le majordome de Lord Edgware)
- Iain Fraser : Donald Ross
- Tom Beard : Duc de Merton
- Virginia Denham : Alice (la domestique de Jane Wilkinson)
- John Quentin : Sir Montagu Corner
- Janet Hargreaves : Lady Corner
- Aliza James : Lucie Adams
- Mark Brignal : Addison
- Fenella Woolgar : Ellis
- John Art Dyke : Thompson
- Jonathan Aris : le réceptionniste
- Rory Firth : le groom
- Nicola Michaels : l'employée de l'aéroport